# Trypeticus minutulus
Trypeticus minutulus är en skalbaggsart som beskrevs av Lewis 1891. Trypeticus minutulus ingår i släktet Trypeticus och familjen stumpbaggar. Inga underarter finns listade i Catalogue of Life.